# Bécsy Tamás

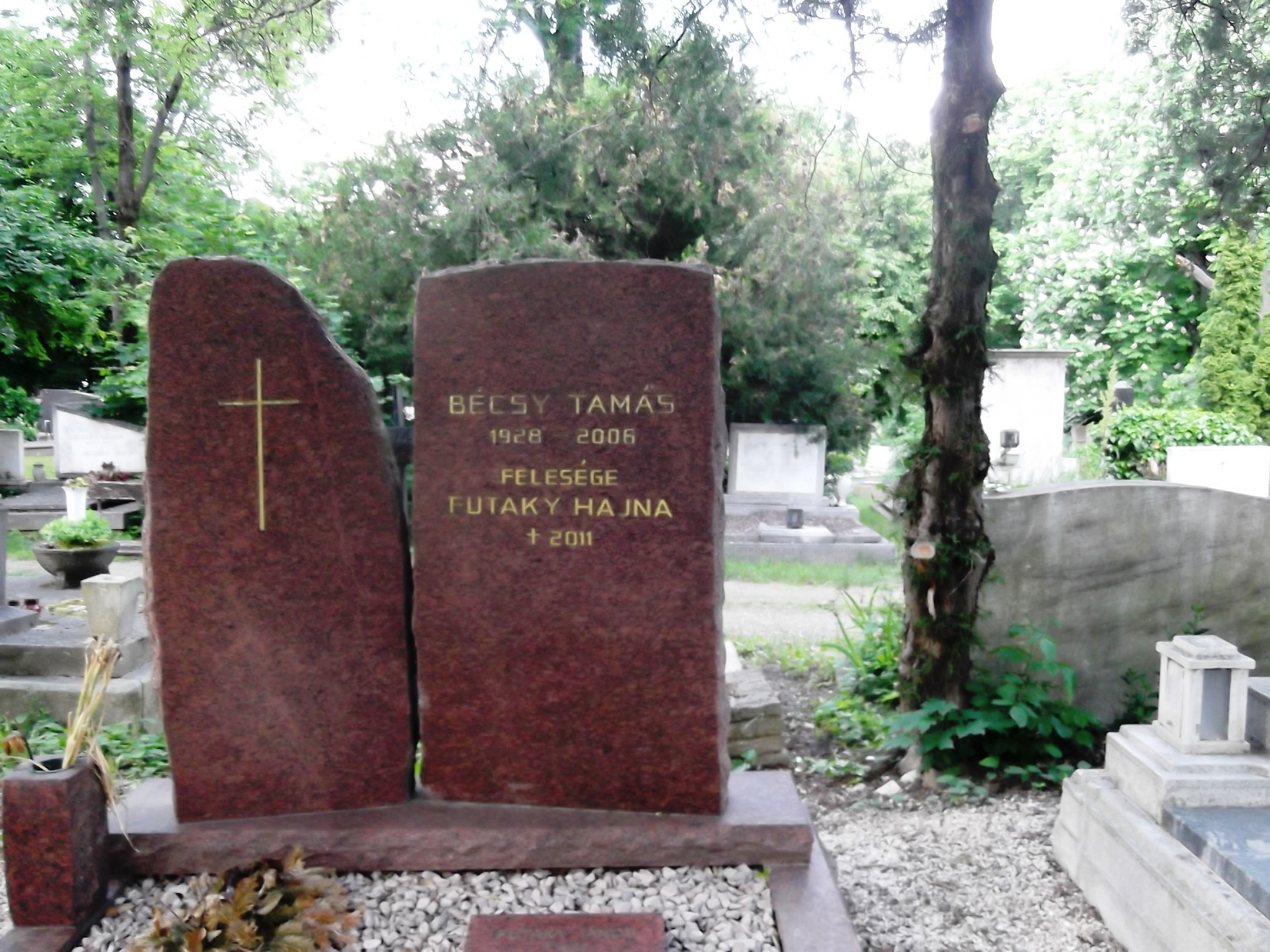
Bécsy Tamás (1928–2006) és felesége, Futaky Hajna (†2011) sírja a Farkasréti temetőben

Bécsy Tamás (Budapest, 1928. augusztus 28. – Budapest, 2006. október 26.) egyetemi tanár, színháztörténész, esztéta, kritikus. 19 önálló könyv, több száz magyar és idegen nyelvű tudományos publikáció szerzője. A dráma lételméletével foglalkozó munkái és drámaelméleti modelljei úttörő jelentőségűek.

## Életútja
Szülei Bécsy Bertalan és Litassy Sarolta voltak. 1942–1945 között a Makói József Attila Gimnázium diákja volt. 1952-ben végzett a szegedi József Attila Tudományegyetem magyar szakán. 1954-től Pécsett élt, tanított általános iskolában, gimnáziumban, majd a Pécsi Tanárképző Főiskolán. 1972-ben lett az irodalomtudományok kandidátusa, 1978-tól az irodalomtudományok doktora. 1978-tól egyetemi tanár az Eötvös Loránd Tudományegyetem Bölcsészettudományi Karán. Külföldön is tanult, publikált, számos nyelvet beszélt.
Pedagógusi múltját sohasem tagadta meg; akár középiskolásoknak, akár egyetemi tanároknak egyformán érdekes, informatív előadásokat tartott. A Tanulmányok a műelemzés köréből című kötetben középiskolásoknak magyarázta el drámaelméleti modelljét. Embersége, sajátos, szókimondó stílusa és humora sokakat magával ragadott.
A modern magyar színháztudomány egyik kiemelkedő alakja, intézményesítője és nemzetközi hírű szakembere volt. Az MTA Színháztudományi Bizottságának tagja, 1987-től a 90-es évek közepéig elnöke volt. Művei alapvető olvasmányok mindenkinek, aki színháztudománnyal foglalkozik. Elméleti tézisei, érvelésrendszere, koherens és korszerű megközelítésmódja elismerésre méltó. Számos tanítványa, követője ma már szintén elismert tudós.
A nevéhez fűződik a TIT Művészeti Szakosztályának újraszervezése, valamint tudományos és művészeti előadássorozatok összeállítása. Több művészeti ág és terület szakembereit toborozta össze ismeretterjesztő alkalmakra az ország szinte mindegyik nagyvárosában. Haláláig az Irodalomtörténet szerkesztőbizottsági tagja volt, doktori iskolákban, egyetemeken, művelődési házakban tartott előadásokat.
Fontos szerepe volt a pécsi Janus Pannonius Tudományegyetem életében. Kezdeményezte és kidolgozta a JPTE-n a magyar irodalom és a művészettudományi egyetemi szak, a dráma- és színháztudományi specializáció programját. Aktívan részt vett a Pécsi Tudományegyetem Bölcsészettudományi Karának megalapításában. A Tanárképző Karon létrehozta és vezette – az Irodalom, a Szépművészet és az Ének-Zene Tanszékek integrációjával – a Művészettudományi Intézetet. Programot dolgozott ki az intézet és Pécs városa művészeti, kulturális, tudományos együttműködésére.
1993-ban a Veszprémi Egyetemen megtervezte és megalkotta a színháztudományi szak képzési programját, tanszéket alapított és 1994–2004 között volt a tanszék vezetője. Haláláig a Veszprémi Egyetem professzora, a Pécsi Tudományegyetem díszdoktora volt.
Sírja a budapesti Farkasréti temetőben található.

## Díjai, elismerései
- József Attila-díj (1986)[6]
- Szent-Györgyi Albert-díj (1998)
- Eötvös József-koszorú (2002)
- A Magyar Köztársasági Érdemrend tisztikeresztje (2006)[6]

## Művei
- A dráma-modellek és a mai dráma; Pécsi Szikra Nyomda, Pécs, 1970 (különlenyomat a Jelenkorból)
- A líraiság és a mai dráma; Pécsi Szikra Nyomda, Pécs, 1971 (különlenyomat a Jelenkorból)
- A drámaelemzésről; in: Tanulmányok a műelemzés köréből; Tankönyvkiadó, Budapest, 1973
- A drámamodellek és a mai dráma; Akadémiai, Budapest, 1974[6]
- Drámaelmélet az ontológia és az esztétika határán; Magyar Színházi Intézet, 1977 (Színházelméleti füzetek, 5.)
- Az irodalomesztétikai tudásról; Tankönyvkiadó, Budapest, 1978
- A drámaelmélet és dramaturgia Csokonai műveiben; Akadémiai, Budapest, 1980 (Irodalomtörténeti füzetek, 98.)
- A dráma lételméletéről. Művészetontológiai megközelítés; Akadémiai, Budapest, 1984
- "E kor nekünk szülőnk és megölőnk..." Az önismeret kérdései Örkény István drámáiban; Tankönyvkiadó, Budapest, 1984 (Műelemzések kiskönyvtára)
- Egy színházelmélet alapvonalai; Magyar Színházi Intézet, Budapest, 1985 (Színházelméleti füzetek, 13.)
- Az irodalomesztétikai tudásról; Akadémiai, Budapest, 1985 (Modern filológiai füzetek)
- Drama as a genre and its kinds; angolra fordította: Eszenyi Sándor; Hungarian Centre of International Theatre Institute, Budapest, 1986
- A cselekvés lehetősége. A drámai akció története Shakespeare-től a XIX. század végéig; Magvető, Budapest, 1987
- Mi a dráma?; Akadémiai, Budapest, 1987 (Kérdőjel)
- A dráma esztétikája. A dráma műneme és műfajai; Kossuth, Budapest, 1988 (Esztétikai kiskönyvtár)
- Ontológia drámy; [A dráma lételméletéről], szlovákra ford. Katarína Králová; Bratislava, Tatran, 1989 (Okno)
- Rítus és dráma; Mécs László Lap- és Könyvkiadó, Budapest, 1992
- Kalandok a drámával. Magyar drámák 1945-1989; Balassi, Budapest, 1996
- A színjáték lételméletéről; Dialóg Campus, Budapest–Pécs, 1997 (Dialóg Campus szakkönyvek; Theatrology)
- A siker receptjei. Az 1920-as, 30-as évek magyar darabjairól; Kodolányi János Főiskola–Vörösmarty Társaság, Székesfehérvár, 2001
- Drámák és elemzések. Tanulmányok; Dialóg Campus, Budapest–Pécs, 2002 (Dialóg Campus szakkönyvek; Theatrology)
- Magyar drámákról. 1920-as, 1930-as évek; Dialóg Campus, Budapest–Pécs, 2003 (Dialóg Campus szakkönyvek; Theatrology)
- Színház és/vagy dráma; Dialóg Campus, Budapest–Pécs, 2004 (Dialóg Campus szakkönyvek; Theatrology)
- A cselekvés lehetősége. A drámai akció története Shakespeare-től a 19. század végéig; Dialóg Campus, Budapest–Pécs, 2006  (Dialóg Campus szakkönyvek; Theatrology)